# Michael Le Bourgeois
Pour les articles homonymes, voir Lebourgeois.
Pas d'image ? Cliquez ici

a Compétitions nationales et continentales officielles uniquement.

Dernière mise à jour le 3 janvier 2025.
Michael Le Bourgeois, né le 29 juillet 1990 à Jersey, est un joueur britannique de rugby à XV jouant au poste de centre aux Bedford Blues depuis 2022.

## Biographie
Michael Le Bourgeois fait partie du centre de formation des Jersey Reds, puis fait ses débuts avec son club formateur en 2008, promu en sixième division anglaise,.
Avec ce club, il gravit chaque année les échelons du rugby anglais et est le buteur de l'équipe. En 2011, il devient le premier joueur originaire de Jersey à signer un contrat professionnel avec les Jersey Reds. Il termine ensuite meilleur réalisateur de la National League 1 (troisième division) en 2011-2012 et monte en division supérieure.
Il joue sa dernière saison en 2012-2013 en deuxième division et marque le premier essai de l'histoire des Jersey Reds en Championship. Il quitte son club formateur en étant le meilleur réalisateur de son histoire avec 891 points marqués.
Il choisit ensuite de rejoindre les Bedford Blues,. Il devient ensuite le capitaine de l'équipe.
Durant la saison 2017-2018, il est élu meilleur joueur de Championship, puis est recruté par les Wasps à l'issue de celle-ci. Il découvre alors la première division. En cours de saison 2019-2020, après avoir donné satisfaction dans sa nouvelle équipe, il prolonge son contrat avec les Wasps. À la fin de la saison, il participe à la finale du Championnat d'Angleterre perdue 19 à 13 contre les Exeter Chiefs.
En début de saison 2022-2023, à la suite du redressement judiciaire de son club, son contrat se termine. Il décide alors de faire son retour dans son ancien club et retourne aux Bedford Blues, évoluant en deuxième division.
Il retrouve sa place de joueur cadre de l'équipe. En 2024, alors qu'il est en fin de contrat, il décide de poursuivre avec les Bedford Blues pour la saison 2024-2025.